# Antoni Hofer
Antoni Hofer (ur. ok. 1820, zm. ok. 1880) – fortepianmistrz, majster cechowy.
Od ok. 1845 r. przebywał w Warszawie, kiedy przez małżeństwo z Magdaleną z Hildtów, wdową po J. Männlingu, przejął wytwórnie fortepianów i prowadził ja pod własnym nazwiskiem, ul. Elektoralna 795. W 1846 r. uzyskał trzyletni patent na ulepszenie mechaniki angielsko-wiedeńskiej. Około jednej trzeciej produkcji było eksportowane do Rosji. Na wystawie warszawskiej w 1857 r. prezentował fortepiany z mechaniką angielską i wiedeńską, za które uzyskał pochwałę. Na początku 1866 wytwórnia wyprodukowała swój 1000. instrument; rocznie produkowano ok. 102 instrumentów. W 1870 r. fortepian koncertowy Hofera z mechaniką systemu Érarda (z podwójną repetycją) i fortepian gabinetowy z mechaniką systemu Pleyela zyskały na wystawie w Petersburgu medal srebrny i uznanie znawców, którzy ocenili je wyżej od oryginalnych instrumentów Érarda i Pleyela. W 1873 r. na wystawie w Wiedniu fortepian koncertowy Hofera nagrodzono medalem zasługi; eksponowano tam również fortepian salonowy. W 1879 r. po pożarze 28 grudnia przeniesiono zakład na ul. Orląt 4. Ogółem wytwórnia zbudowała ponad 2500 fortepianów i pianin. Około 1880 fabrykę przejął Józef Hildt. Do dziś zachowało się wiele instrumentów w zbiorach prywatnych i muzealnych.
Numery seryjne produkcji:
ok. 1860 r. – 427
ok. 1863 r. – 722
ok. 1864 r. – 839
ok. 1865 r.- 999
ok. 1867 r.- 1157
ok. 1869 r. – 1300
ok. 1872 – 3 r. – 1746
ok. 1875 – 6 r. – 2291
ok. 1879 r. – 2593
ok. 1880 r. – 214 (J. Hildt)
Na podstawie książki Beniamina Vogla Fortepian polski. Budownictwo fortepianów na ziemiach polskich od poł. XVIII w. do II wojny światowej, Sutkowski Edition, Warszawa 1995 (w serii „Historia muzyki polskiej”, t. 10). 